# 丹波哲郎の大霊界 死んだらどうなる
『丹波哲郎の大霊界 死んだらどうなる』（たんばてつろうのだいれいかい しんだらどうなる）は、1989年制作の日本映画。
心霊学と霊界の研究家としても知られる俳優の丹波哲郎のベストセラー「丹波哲郎の大霊界」の映画化作品。丹波は原作・脚本・総監督を兼任。後に舞台化もされた。
続編『丹波哲郎の大霊界2 死んだらおどろいた!!』（1990年）、『大霊界3 死んだら生まれ変わる』（1994年）も制作された。
配給収入は9億円で、1989年の邦画第9位を記録した。

## あらすじ
学会へ出席する途中に事故に遭い死亡した物理学者の曽我隆が、霊人キヨに導かれて霊界へ行き、様々な冒険を繰り広げながら、人間界へ転生するチャンスを探る。

## キャスト
- 曽我隆：丹波義隆
- エルザ・ギルバート：エブリン・ブリンクリー
- 霊人キヨ：岡安由美子
- 服部稔：神山繁
- 的場常雄：前田吟
- 戸田武：森次晃嗣
- 五十嵐玉緒：春川ますみ
- 後藤一郎：速水亮
- 後藤邦子：五十嵐めぐみ
- 後藤洋子：南川真理子
- 後藤明美：土屋浩美
- 野村時枝：松井紀美江
- 野村泉：中村百合子
- 野村ヨシ：三鈴栄子
- 大岩宗勝：小峯裕一
- 南川弘子：佐武彩也子
- 大霊人：若山富三郎
- 吉野博士：丹波哲郎（特別出演）
- 霊界の住人：吉岡伸祥
- 救助隊員：長屋實
- トニー・セテラ
- 渡瀬恒彦（特別出演）
- 野際陽子
- 千葉真一（特別出演）
- 船戸行雄[4]
- 田中美穂
- 野村明
- 織本正慶[5]
- 須呂智美
- 冬馬由美
- ゴン：ヘネシー号[6]

## スタッフ
- 企画・原案・製作者・総監督：丹波哲郎
- 監督：石田照
- 脚本：丹波哲郎、溝田佳奈
- 製作総指揮：古岡秀人
- 製作者：古岡滉
- プロデューサー：森島恒行、坂美佐子
- チーフプロデューサー：寺山威、東島邦子
- ビジュアルスーパーバイザー：大木淳吉
- クリエイティブスーパーバイザー：原徹郎
- 音楽：宮下富実夫、石川恵樹
- 撮影：岡崎宏三
- 照明：下村一夫
- 美術監督：三上陸男
- 美術：澤田清隆
- 録音：浦田和治
- 装飾：山崎輝
  - 装飾助手：長谷川圭一、佐々木義博
- アニマル造型：山本容子
- 編集：白江隆夫
- ネガ編集：南とめ
- 記録：熊野照子
- 助監督：服部光則、金佑彦、舞原賢二、柏渕亘
- 製作担当：柳沢光俊
- 音響監督：瀬川徹夫
- 音響効果：倉橋静男
- 音楽編集：合田豊
- 殺陣：二家本辰己
- カースタント：タカハシレーシング
- ドッグトレーナー：佐藤美津子
- ダンスプランナー：室町あかね
- 現像：IMAGICA
- ダビングステージ：東京テレビセンター
- スタジオ：東宝ビルト、大映スタジオ
- ロケ協力：岐阜県観光課、板取村、洞戸村、白川村、白川郷合掌の里、高山市観光課、崇教真光、国営武蔵丘陵森林公園、本栖湖観光協会　ほか

特撮ユニット
- 特殊技術撮影：大岡新一
- 撮影：石渡均
  - 撮影助手：倉持武弘、中根伸治、高橋義仁、各務修司
- 照明：高野和男
- 美術：澤路和範
- 助監督：棚橋邦夫、保坂直輝

ビジュアルエフェクト
- 視覚効果：中野稔
- 光学撮影：宮重道久
- ビデオ技術協力：IMAGICA特撮グループ、ソニーPCL
- 特殊効果：リバティハウス、大平特殊効果
- コンテ：泰泉寺博、樋口真嗣
- 作画：近藤薫

## 備考
- 岡田茂映連会長は「映画といえない、プロには考えられないような企画」と評した[7]。当時、松竹の奥山和由が岡田に東映での映画製作を要望したところ、岡田から『大霊界』のような作品を考えろと言われたことから、「『大霊界』は勘弁して下さい」と答え、代わりに持ち込んだのが『WINDS OF GOD』であった[8]。紆余曲折があり、東映では『WINDS OF GOD』は映画化されなかった。
- 丹波は新東宝時代からの友人である若山富三郎に本作への出演を依頼した際、若山は既に心臓疾患を患い、体調に不安を抱えていたが、これを引き受けた。丹波は若山の体調を気遣いながら撮影を進めたが、「おまえはすぐ人を殴る。体調が悪くなったのはそのバチが当たったんだ。」と苦言を呈している。